# Юніорська збірна Словаччини з хокею із шайбою
Юніорська збірна Словаччини з хокею із шайбою  — національна юніорська команда Словаччини, що представляє країну на міжнародних змаганнях з хокею із шайбою. Опікується командою Словацький союз льодового хокею, команда постійно бере участь у чемпіонаті світу з хокею із шайбою серед юніорських команд.

## Результати

### Чемпіонат Європи до 18/19 років
| - 1993 — 2-е місце Група С - 1994 — 1-е місце Група С - 1995 — 1-е місце Група В | - 1996 — 7 місце - 1997 — 6 місце - 1998 — 6 місце |

### Чемпіонати світу з хокею із шайбою серед юніорських команд
- 1999 —  3 місце
- 2000 — 5 місце
- 2001 — 8 місце
- 2002 — 8 місце
- 2003 —  2 місце
- 2004 — 6 місце
- 2005 — 6 місце
- 2006 — 7 місце
- 2007 — 5 місце
- 2008 — 7 місце
- 2009 — 7 місце
- 2010 — 8 місце
- 2011 — 10 місце
- 2012 — 1 місце Дивізіон І Група А
- 2013 — 9 місце
- 2014 — 8 місце
- 2015 — 7 місце
- 2016 — 5 місце
- 2017 — 6 місце
- 2018 — 7 місце
- 2019 — 10 місце
- 2022 — 1 місце Дивізіон І Група А
- 2023 — 4 місце
- 2024 — 4 місце
- 2025 — 4 місце